# Liv and Maddie
Liv and Maddie és una comèdia de situació estatunidenca creada per John Beck i Ron Hart i produïda per It's a Laugh Productions per a Disney Channel. La sèrie és protagonitzada per Dove Cameron, que interpreta germanes bessones idèntiques amb personalitats totalment diferents que són millors amics. Liv és una actriu que ha tornat a casa seva després de quatre anys de viure a Hollywood protagonitzada per una popular sèrie de televisió anomenada Sing It Loud!, i Maddie és un prodigi del bàsquet. La sèrie gira entorn de l'intent de Liv de recuperar una vida familiar normal després d'acabar la producció de Sing It Loud!, així com les germanes bessones sent millors amigues malgrat les seves personalitats oposades i els seus diferents interessos.
Liv and Maddie va començar la producció l'abril de 2013 amb un episodi pilot transmès el 19 de juliol d'aquell any, després de l'estrena de la pel·lícula Teen Beach Movie.
El 13 de gener de 2014 va renovar per una segona temporada, que en un principi constava de 13 episodis, tot i que finalment es va estendre posteriorment a 24. La segona temporada es va estrenar el 21 de setembre de 2014. El 3 d'abril de 2015 va renovar per una tercera temporada, que es va estrenar el 13 de setembre de 2015. El 21 de desembre de 2015 va renovar per una quarta temporada, que es va estrenar el 23 de setembre de 2016.

## Argument
Actriu Liv Rooney (Dove Cameron) acaba de tornar a casa a Stevens Point, Wisconsin, després de passar quatre anys a Hollywood filmant un popular programa de televisió anomenat Sing It Loud!, que acaba de finalitzar. Els seus pares, germans i germana bessona, Maddie (també interpretat per Cameron) la reben amb els braços oberts. El bessó tenia l'esperança de reprendre la seva relació abans de deixar Liv, però en canvi les seves personalitats són oposades i amb diferents interessos. Liv es va tornar molt femení i gaudeix cada vegada que algú esmenta la seva carrera anterior, mentre que Maddie va esdevenir un macholo interessats a millorar les seves habilitats en el bàsquet i és el capità del seu equip de bàsquet. Tenen dos germans: Joey (Joey Bragg), un adolescent típic i maldestre, i Parker (Tenzing Norgay Trainor), un nen confiat i intel·ligent. El clan de Rooney es completa amb la seva mare Karen (Kali Rocha), el psicòleg de l'escola (més tard sotsdirector), i el seu pare Pete (Benjamin King), entrenador de bàsquet Maddie, que ara estan disposats a fer-se càrrec de totes les seves els nens sota un mateix sostre. Alguns esdeveniments tenen lloc a Ridgewood High, l'escola a la qual van assistir els tres fills grans de Rooney i on els pares de treball.
Una característica especial de la sèrie són els talls produïts en la història, en la qual els personatges trenquen la quarta paret per parlar amb els espectadors de diferents coses.

## Repartiment

### Personatges principals
- Dove Cameron: Liv i Maddie Rooney
- Joey Bragg: Joey Rooney
- Tenzing Norgay Trainor: Parker Rooney
- Kali Rocha: Karen Rooney
- Benjamin King: Pete Rooney

### Personatges recurrents
- Ryan McCartan: Diggie
- Jessica Marie Garcia: Willow
- Bridget Shergalis: Stains
- Jimmy Bellinger: Artie
- Cozi Zuehlsdorff: Ocean
- Allen Alvarado: Skippy Ramirez
- Carter Hastings: Evan
- Herbie Jackson: Reggie
- Larry Miller: Director Fickman
- Kurt Long: Johnny Nimbus

### Estrelles invitades
- Dwight Howard: Bernard
- Laura Marano: Emmy "Fangs" Wulfert
- Kel Mitchell: Q-Pop
- Raquel Castro: South Salamanaca
- Anne Winters: Kylie Kramer
- Samm Levine: Chambers
- Gabrielle Elyse: Skylar
- Connor Weil: Miller White
- Ella Anderson: Jenny Keene
- Dorie Barton: Bree
- Marla Maples: Amy Becker
- Garry Marshall: Vic DeFazerelli
- Dove Cameron: Helga
- Piper Curda: Kathy Kan
- Cameron Boyce: Craig "Kraigg the Insidious" Rooney